# Rosa de Peters

Rosa de Peters

Rosa de Peters és una matriu, proposada per Arno Peters, que permetria calcular el valor més pròxim possible de qualsevol producte, basant-se en el  socialment necessari per la despesa total que es consumeix per a l'acabament d'un producte llest per al consum. Estaria en contradicció amb el preu de mercat.
Segons Heinz Dieterich i la seva teoria del socialisme del segle XXI l'aplicació de la Rosa de Peters en un nou projecte d'Estat socialista, basat en el treball col·lectivitzat que substituiria al treball per salari, causaria que la producció mercantil desaparegui gradualment i d'aquesta manera la diferència i lluita entre classes, la diferència entre el treball intel·lectual i manual, i entre el treball a la ciutat i al camp.